# Donna dalle calze bianche
La Donna dalle calze bianche, o Donna con le calze bianche (La Femme aux bas blancs), è un dipinto a olio su tela realizzato da Gustave Courbet nel 1864 e conservato alla fondazione Barnes di Filadelfia.

## Storia
Non si sa molto sulle origini dell'opera, ma è probabile che la committenza si debba ad un privato, dato che l'opera non è mai stata esposta nel secolo diciannovesimo. Secondo l'iscrizione autografa, l'opera sarebbe stata donata da Courbet al suo amico Pierre-Auguste Fajon.
Albert Barnes acquistò il quadro dal mercante Henri Barbazanges nel 1926. Si trattava della prima opera licenziosa del pittore, che nello stesso decennio avrebbe dipinto Il sonno (1866) e L'origine del mondo (1866). Si avvicina alle fotografie erotiche che all'epoca si scattavano nei bordelli e delle quali Courbet possedeva una collezione.

## Descrizione
In un angolo della natura, il quadro ritrae in primo piano una giovane sdraiata, nuda tranne per una calza e una scarpa rossa. Lasciando un'intera parte del corpo in ombra, un raggio di luce illumina il volto della donna giovane, le sue gambe e le sue cosce sollevate. Lo spettatore può intravedere i genitali della donna, dei quali l'artista osò disegnare i rilievi e le pieghe. Il suo sguardo sembra uscire dalla composizione e incontrare quello dello spettatore.

## Omaggi
Marcel Duchamp rielaborò questo dipinto in un'incisione su rame intitolata Particolari scelti da Courbet (Morceaux choisis d’après Courbet) nel 1968. Egli aggiunse un uccello in basso che osserva la donna e lo definì un "falcone", perché il termine francese faucon ha la stessa pronuncia di faux con ("vulva finta"), così che lo spettatore possa vedere una "vulva finta" e la vulva vera della donna.